# Riksdagen 1862–1863
Riksdagen 1862–1863 ägde rum i Stockholm mellan den 23 oktober 1862 och 8 december 1863.
Ständerna samlades till lagtima riksdag i Stockholm den 23 oktober 1862. Till lantmarskalk förordnades greve Gustaf Lagerbjelke.  Prästeståndets talman var ärkebiskopen Henrik Reuterdahl, och dess vice talman biskopen Thure Annerstedt i Strängnäs. Borgarståndets talman var grosshandlaren Johan Gustaf Schwan i Stockholm, till vice talman grosshandlaren Per Murén i Gävle stad. Bondeståndets talman var Nils Larsson i Tullus från Jämtland, och dess vice talman Anders Eriksson i Nordkärr från Dalsland. Till bondeståndets sekreterare förordnades kommerserådet Johan Sjöberg.

## Riksdagsmän
- Prästeståndets ledamöter vid riksdagen 1862–1863